# مرسرآیلند (واشینگتن)
مرسرآیلند شهری در شهرستان کینگ ایالت واشینگتن ایالات متحده امریکا است. این شهر در جزیره مرسر در دریاچه واشینگتن قرار دارد.

## نگارخانه

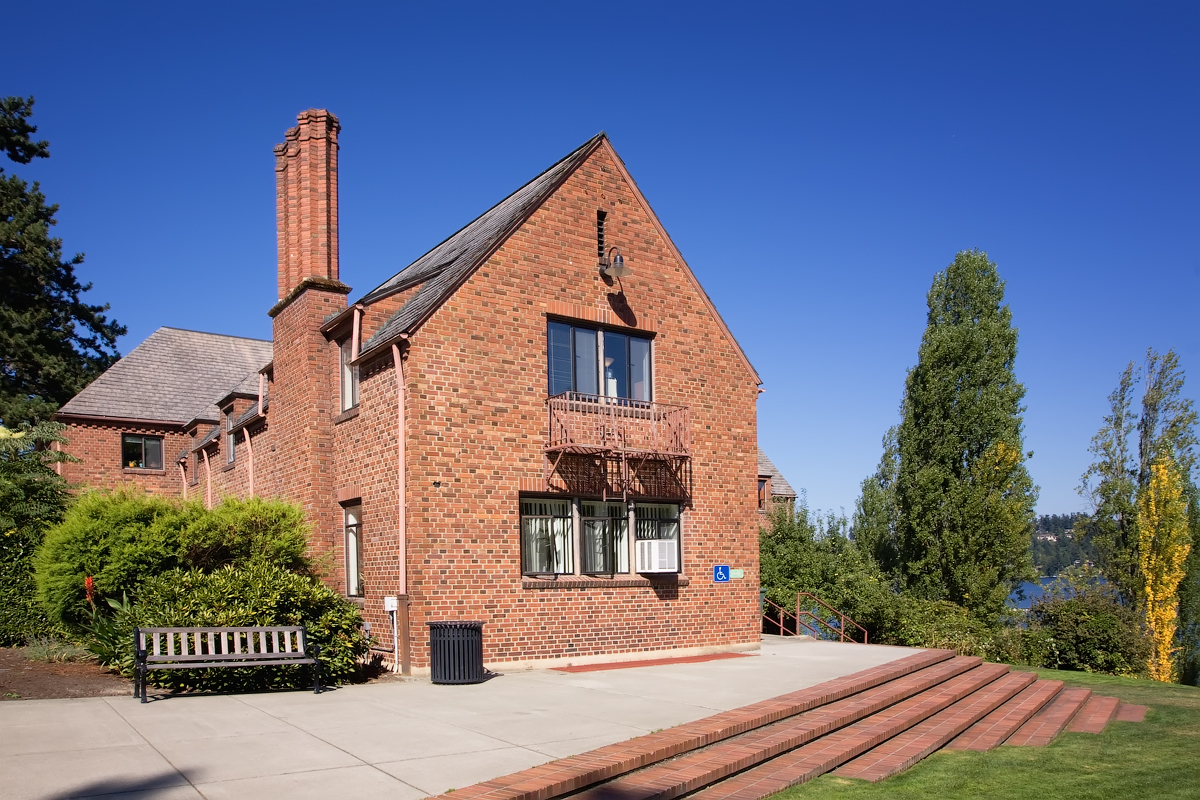
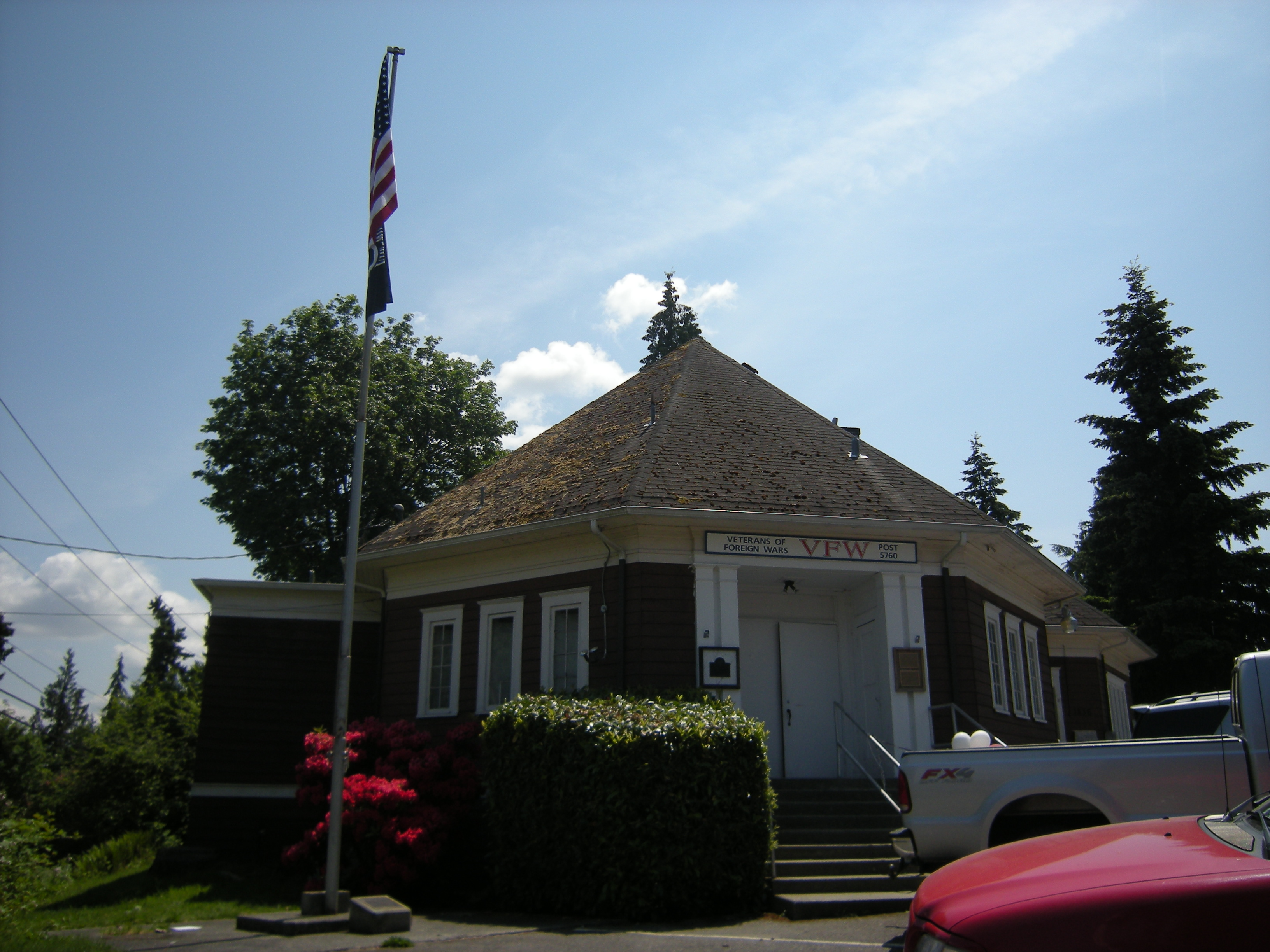
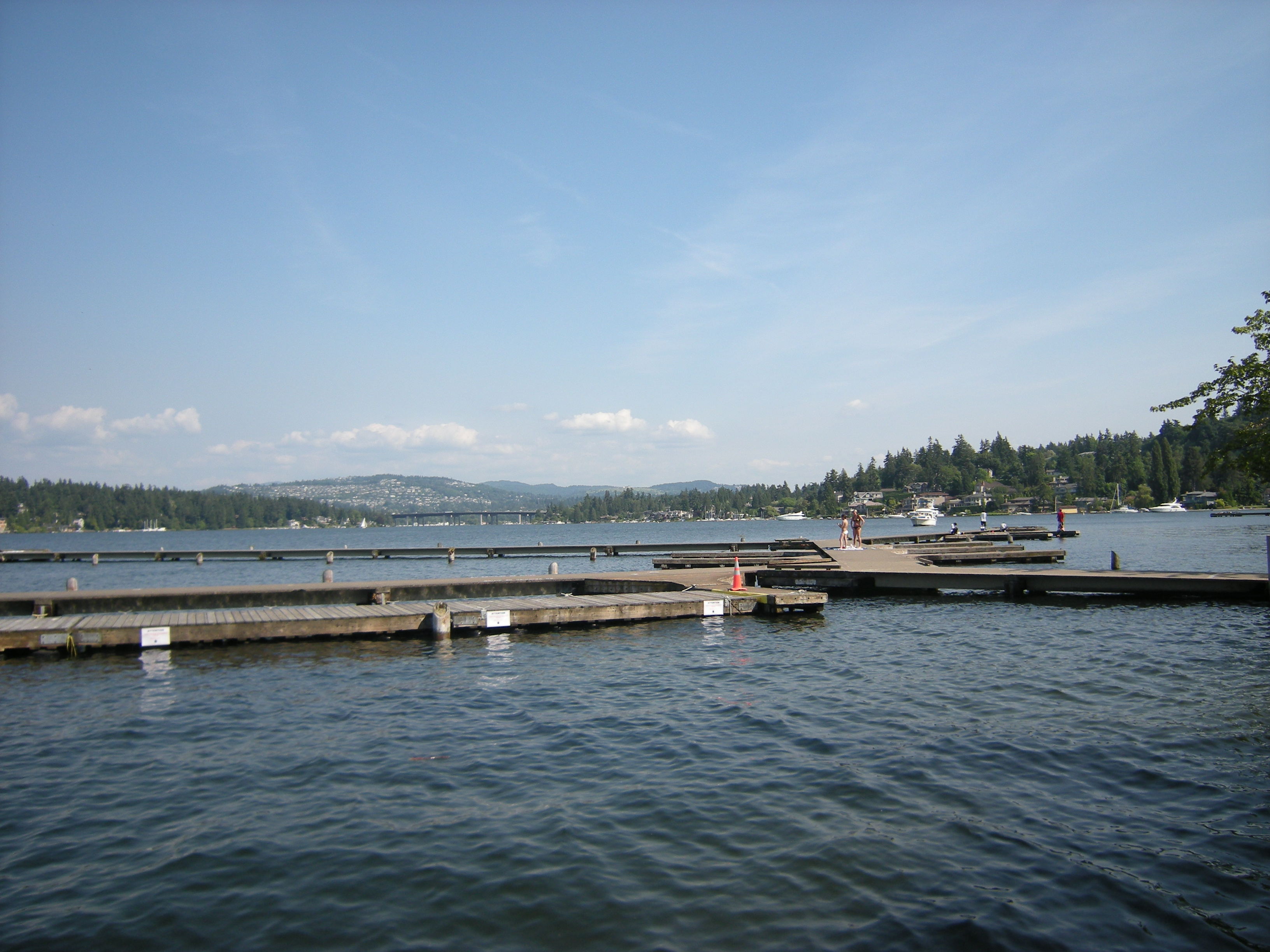
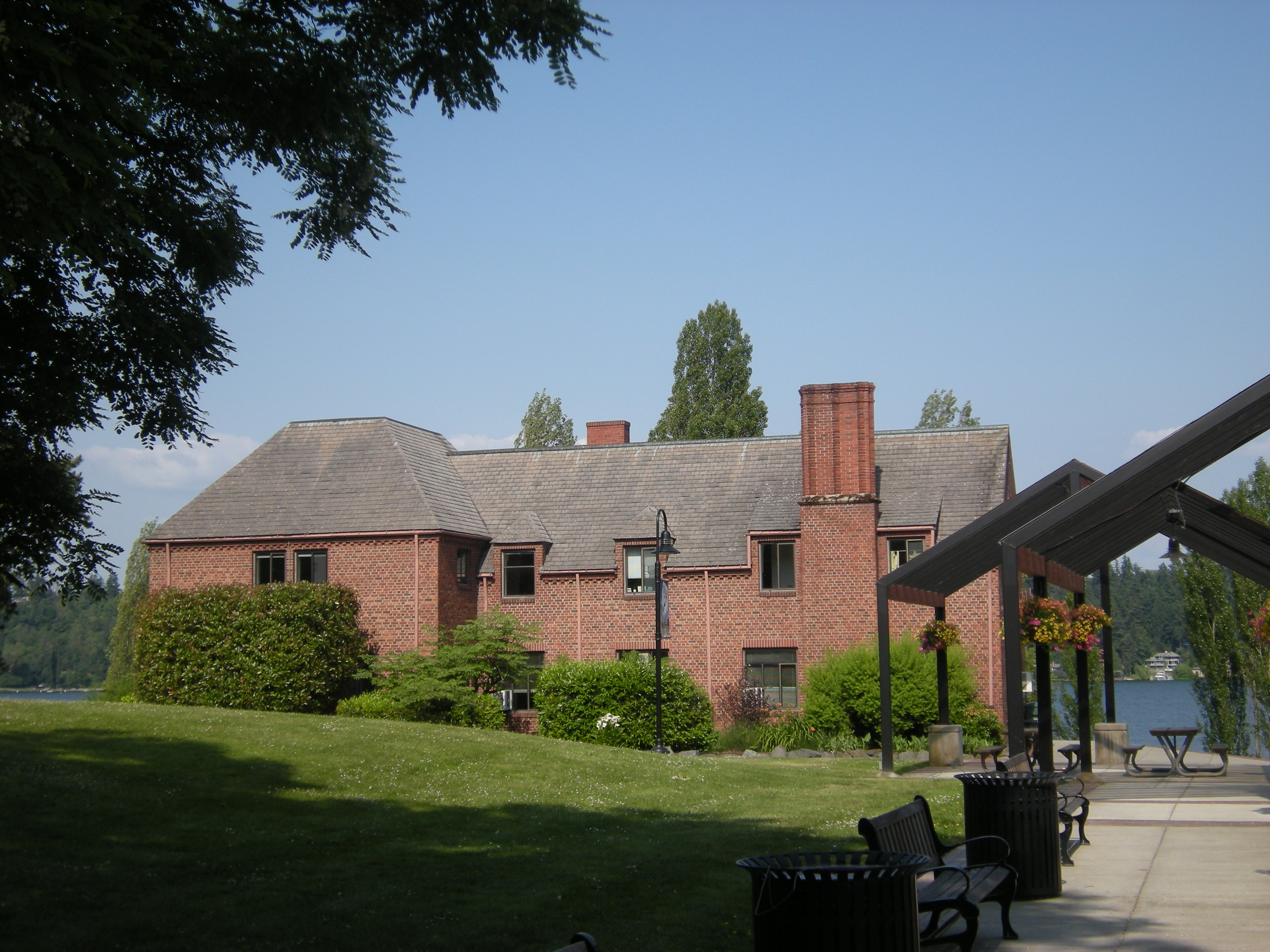